# Kieron Dyer
Kieron Courtney Dyer (Ipswich, Inglaterra, 29 de diciembre de 1978) es un exfutbolista inglés, actualmente está retirado después de dejar el Middlesbrough F.C., jugaba en la posición de volante ofensivo.

## Carrera

### Ipswich Town
La carrera futbolística de Dyer comenzó en el club de su ciudad natal, el Ipswich Town, con el cual firmó su primer contrato en 1996, a los 17 años. Desde su primera temporada en el club Dyer logró un lugar en el equipo titular, y se destacó como uno de los mejores juveniles ingleses de la segunda división, lo cual le permitió debutar en el seleccionado sub-21 de su país. Luego de tres años en el equipo Dyer pidió ser transferido, para poder jugar en la Premier League. Durante su estadía en el equipo logró 11 goles en 96 partidos jugados.

### Newcastle United
Dyer fue vendido al Newcastle United en julio de 1999 por 6 millones de libras, siendo el jugador vendido a mayor precio en la historia del Ipswich Town. Dyer marcó su primer gol para el Newcastle enfrentando al Sunderland de locales.
En esta misma temporada debutó en la selección mayor, aunque quedó fuera del conjunto inglés en la Eurocopa 2000. En los años siguientes Dyer se consolidó como uno de los jugadores más importantes del Newcastle, llegando incluso a ser capitán del equipo y a figurar en el seleccionado de la Premier 2002-03. Al mismo tiempo adquirió un mayor protagonismo en el seleccionado de su país, siendo convocado por Sven-Göran Eriksson para el Mundial de 2002, para la Eurocopa 2004 en la cual jugó un partido ante Suiza.
Sin embargo, se hizo famoso cuando en pleno partido se enfrentó a puñetazo limpio contra Lee Bowyer, un jugador de su mismo equipo (en aquel momento ambos militaban en el Newcastle), en 2005.
Al comienzo de la temporada 2005-06 Dyer sufrió una lesión la cual no le permitió jugar por medio año, lo que obligó a su técnico Graeme Souness a comprar mediocampistas como Emre Belözoğlu o Nolberto Solano. Tras su regreso a las canchas el Newcastle mejoró sustancialmente su posición pasando del 14º al 7º lugar al final del campeonato. En 2006-07, durante su última temporada en el club Dyer logró 7 goles, totalizando así 26 goles en 190 partidos durante los ocho años que pasó en el club.

### West Ham United
Dyer fue vendido al West Ham United el 16 de agosto de 2007, por 6 millones de libras, la misma cifra por la que había pasado anteriormente al Newcastle.

## Selección nacional
Ha sido internacional con la Selección de fútbol de Inglaterra en 33 partidos internacionales.

### Participaciones en Copas del Mundo
| Mundial                        | Sede                  | Resultado   |
| ------------------------------ | --------------------- | ----------- |
| Copa Mundial de Fútbol de 2002 | Japón y Corea del Sur | 4° de final |

## Clubes
| Club                        | País       | Año       |
| --------------------------- | ---------- | --------- |
| Ipswich Town                | Inglaterra | 1996-1999 |
| Newcastle United            | Inglaterra | 1999-2007 |
| West Ham United             | Inglaterra | 2007-2011 |
| Queens Park Rangers         | Inglaterra | 2011-2013 |
| Middlesbrough Football Club | Inglaterra | 2013      |